# 북조선인민회의
북조선인민회의(北朝鮮人民會議)는 북한(북조선)에서 입법권을 행사한 최고주권기관이다. 1947년 2월 17일부터 20일까지 진행된 북조선 도, 시, 군인민위원회대회에서 창설되었다. 북조선인민회의는 237명의 대의원들로 구성되었는데 정당별구성을 보면 노동당 86명(36%), 민주당 30명(13%), 청우당 30명(13%), 무소속 91명(38%)였으며 사회성분별구성을 보면 노동자 52명(22%), 농민 62명(26%), 사무원 56명(24%), 지식인 36명(15%), 기업가 7명(3%), 상인 10명(4%), 수공업자 4명(2%), 종교인 10명(4%)이었고 그 가운데서 여성이 34명(15%)이었다. 북조선에서 입법권을 행사하는 최고주권기관로서 상임위원회의 선거, 북조선최고재판소장의 선거, 북조선최고검찰소장의 임명 그리고 대외무역의 결정, 국가안전의 보호, 인민경제계획의 채택, 국가예산의 승인, 행정구역의 신설 및 변경, 대사실시에 관한 결정의 발표 등의 권한을 행사하였다.
북조선인민회의 제1차회의에서는 최고집행기관인 북조선인민위원회를 창설하였다.